# Blessing Bell
Pour plus de détails, voir Fiche technique et Distribution.
Blessing Bell (幸福の鐘, Kōfuku no kane) est un film japonais réalisé par Sabu, sorti le 8 décembre 2002.

## Synopsis
Igarashi se retrouve chomeur dès son premier jour de travail à l'usine. Dès lors, il va se laisser porter par ses pas, et les rencontres heureuses et malheureuses qu'il fera lors de son trajet.

## Fiche technique
- Titre : Blessing Bell
- Titre original : 幸福の鐘 (Kōfuku no kane)
- Réalisation : Sabu
- Scénario : Sabu
- Production : Osamu Kubota et Satoru Ogura
- Musique : Yasuhisa Murase
- Photographie : Masao Nakabori
- Montage : Soichi Ueno
- Pays d'origine : Japon
- Format : Couleurs - 1,85:1 - Dolby Digital - 35 mm
- Genre : Comédie dramatique
- Durée : 87 minutes
- Date de sortie : 8 décembre 2002 (Japon)

## Distribution
- Susumu Terajima : Igarashi
- Naomi Nishida
- Itsuji Itao
- Ryoko Shinohara
- Kazuko Shirakawa
- Seijun Suzuki
- Toru Tezuka
- Kôji Yokokawa

## Récompenses
- Netpac Award lors du Festival de Berlin 2003.
- Grand prix du jury lors du Festival international du film de Cinemanila 2003.